# Ensjön, Östergötland
För tätorten, se Ensjön (tätort)
Ensjön är en sjö i Norrköpings kommun i Östergötland och ingår i Motala ströms huvudavrinningsområde. Sjön är 6,2 meter djup, har en yta på 2,38 kvadratkilometer och befinner sig 35,1 meter över havet. Sjön avvattnas av vattendraget Ljurabäck. Vid provfiske har en stor mängd fiskarter fångats, bland annat abborre, björkna, gers och gädda.
Sjön har fyra öar, som i folkmun efter sin storlek kallas Ettöringen, Tvåöringen, Femöringen och Lindsön. Femöringen har som officiellt geografiskt namn på kartor namnet Torsön. Lindsön förbands tidigare med fastlandet av en kort bro och hade sommartid en kiosk som var officiell badplats.
Tidigare var Ensjön omgiven av skog, åkrar och sommarstugor. Nu växer Norrköping fram mot sjöns norra och västra strand. Sommarstugeområden som Åselstad och Kårtorp har blivit nya villaområden. Vid Åselstad har också Norrköpings kommun byggt en badplats. På södra sidan ligger Stenskogen, Myrudden och Markgärdet. Något längre söderut Vagnsmossen. Intill Åselstad ligger ett berg - i folkmun kallat Stens berg med tydliga rester av en fornborg. Ensjön är reglerad och detta sker vid dess utlopp nära området Grönvik.
Det går att ta sig runt hela sjön till fots eller cykel, dock inte med bil, längs en slinga kallad "Ensjön runt". Norr om sjön går denna slinga dock flera kilometer från sjön och innesluter bland annat Vrinnevisjukhuset.

## Delavrinningsområde
Ensjön ingår i delavrinningsområde (649064-152324) som SMHI kallar för Utloppet av Ensjön. Medelhöjden är 42 meter över havet och ytan är 5,18 kvadratkilometer. Räknas de 6 avrinningsområdena uppströms in blir den ackumulerade arean 28,72 kvadratkilometer. Ljurabäck som avvattnar avrinningsområdet har biflödesordning 2, vilket innebär att vattnet flödar genom totalt 2 vattendrag innan det når havet efter 10 kilometer. Avrinningsområdet består mestadels av skog (21 procent). Avrinningsområdet har 2,37 kvadratkilometer vattenytor vilket ger det en sjöprocent på 45,7 procent. Bebyggelsen i området täcker en yta av 1,34 kvadratkilometer eller 26 procent av avrinningsområdet.

## Fisk
Vid provfiske har följande fisk fångats i sjön:
- Abborre
- Björkna
- Gärs
- Gädda
- Gös
- Löja
- Mört
- Ruda
- Sarv
- Sutare